# Worobijiwka (obwód winnicki)
Worobijiwka (ukr. Воробіївка) – wieś na Ukrainie, w obwodzie winnickim, w rejonie niemirowskim, nad Bohem. W 2001 roku liczyła 396 mieszkańców.